# 中国足球转会制度
中国足球转会制度，从1993年联赛职业化后不久开始施行，至今虽然有多次改革，但是许多主要的原则仍然保留着十多年前的规定，与世界各地其它联赛有比较明显的差异。

## 历史简述

### 职业化之前
中国足球在职业化之前实行的是由政府或国有企事业体育职能机构（行业体协）管理的专业运动体制，所以并无严格意义上的球员转会。当时足球运动员是政府指定的工作分配，球员效力的球队也是根据其工作地区所属确定的，不存在球员自主选择的可能。
1980年代后期，逐渐开始出现一系列非正式的足球转会，主要是国内某些实力较强的球队，根据自己的需要向其它“兄弟球队”要求人员调整。这种转会一般采取行政干预的形式，即由地方体委和政府之间协商，决定将某球员的“关系”转移到另一个体委。一般这种调整都是免费的，但是到职业化联赛开始前夕也有极个别的球员诸如姜峰的“转会”是收取了一定费用的。

### 职业化至今
1994年12月22日，中国足协发布正式实行运动员转会制度的通知，1995年初新科中国足球先生黎兵为首的第一批球员完成了转会。国内球员所有的转会一般都需要支付转会费，并且采用挂牌制、无合同球员长期转会限制等规定。

## 转会规定

### 挂牌制
在2011年实行自由转会制度前，所有试图完成国内转会的中国球员都必须首先被自己所属的俱乐部“挂牌”，即俱乐部正式同意该球员转会。挂牌必须在每年的转会申报截止日期前完成，此日期后不能增加人选，但是可以将已经挂牌的球员撤销，被称为“撤牌”。
中国足协对于挂牌有一系列规定，一般除满足年龄、合同状况等条件的球员外，其他大部分球员没有权力要求俱乐部将自己挂牌，即无法获得转会的机会。联赛历史上曾经有多名在较弱球队效力的主力球员，诸如蔡晟，因为俱乐部不同意其挂牌，而常年不能转会其它球队的情况。
与此相反，对于已挂牌的球员，除非完成转会或者原俱乐部重新接受，否则次年很可能处于无球可踢的境地。所以对于并不希望转会的球员来说，被俱乐部挂牌则是一个不祥的预兆，曾经有一大批球员因为被挂牌而无其它俱乐部收购而就此提前退役。

### 摘牌会
中国足协国内球员转会工作会，俗称“摘牌会”，是1998年至2004年间球员转会采用的形式，也曾是每年职业联赛开战前足球界和媒体关注的焦点。所有已经被“挂牌”的球员，都必须在这一天的“摘牌会”上决定归属，而无法自行决定其转会意向。
摘牌会制度开始施行后不久，足协决定摘牌顺位仿照美国的体育职业联盟，由上赛季成绩最差的球队先行摘牌，依次轮替，被称为“倒摘牌制”。摘牌由各俱乐部按顺序进行，轮到当前顺位的俱乐部可以从所有当前挂牌球员中任意选择，无须事先与球员或原俱乐部商议。被摘牌的球员必须加盟选择他的球队，否则视为自动放弃当年的转会资格，只能返回原俱乐部甚至退役。所以一些无视球员事先明确表述的意愿而“摘牌”的行为，也被称为“截牌”。比如2003年转会中的陈刚，由于希望转会上海中远，之前已经随球队训练，但是就在浦东机场候机准备随队赴韩国集训时却得知自己被顺位靠前的上海申花抢先摘得，最终加盟了上海申花。
摘牌成功的俱乐部获得与该球员签约转会的权力，但是并无完成转会的义务，因此出现过很多次由于双方俱乐部无法达成转会费金额协议而取消转会的情况。较著名的诸如彭伟军，他在2001年转会时不但被沈阳海狮“截牌”，而且之后沈阳海狮不同意支付原俱乐部青岛海牛根据足协规则计算的身价，最终他既无法转会其它俱乐部，也无法返回青岛，只能选择退役。
基于这种“截牌”和先摘牌再谈价的情况，所以经常出现转入转出俱乐部双方私下协定，人为虚假提高报价，以防出现其它俱乐部截牌的情况，诸如1999年转会市场低潮期曹限东的转会虽然报价达到386万，实际身价被认为不足200万。而2001年赛季开始前曲圣卿转会上海申花时对外宣布有伤病，被外界认为是装病避免被截牌，以致他之后不得不澄清是因为痔疮动手术。
由于摘牌会相关的一系列争议，尤其是其忽视球员本人意愿的原则，最终于2004年后被废除，允许被挂牌的球员自行与希望转会的球队商谈，成功后向中国足协申报。

#### 不需参加摘牌会的“自由转会”
与摘牌会相对的还有所谓的“自由转会”制度，该制度只在2003年和2004年实行了两年，即各俱乐部可以有一个名额在摘牌会之前与一名已挂牌球员达成转会意向，直接获得与其原属俱乐部进行转会协商的权力而不需参加摘牌会。2005年起随着摘牌会的取消，这一制度也再没有存在的必要，逐渐发展成为每队可以自由引进五名内援的规则，而且21岁或以下的青年球员不受此名额限制。中国足球这一时期自由转会的球员仍然必须支付与摘牌制下相等的转会费，所以与国际足坛俗称的无转会费的自由转会有本质的区别，其所谓的“自由”只是相对于其它不得不参与“摘牌会”的球员的“不自由”而已。

### 无合同球员转会限制
中国足球从1993年职业化至2010年，一直奉行球员合同期满后30个月内仍然无法与其它球队签约的规定。这样的规定在1995年以前曾经是国际足坛的惯例，但是随着欧盟国家开始推行的博斯曼法案，国际足联随之修改了国际转会规则，各个成员足协也相继修改国内转会规定，到2010年前只有美国、乌克兰等极少数国家的足球联赛使用与中国类似的制度。
中国这段时期的转会规定即使是在出现俱乐部单方面毁约、拒绝或无法履行合同、将球员“下放”“三停”、长期拖欠工资等情况下仍然适用。中国足球历史上多次出现的俱乐部欠薪事件，许多球员最担心的就是如果诉诸法律手段等，俱乐部将来会故意阻碍其转会，既不让其继续踢球又不允许他转会去其它俱乐部。
由于有这个规定存在，所以绝大多数中国球员从来无法获得一年以上的职业合同。各俱乐部每年在赛季结束后才根据球员表现、伤病情况等开始商谈下赛季的合同，并可以随意更改过往的年薪待遇等条件。球员如果不满意新的合同，除了选择不签约并离开职业足球30个月以外没有任何办法。因为国内外足坛从来没有任何球员在离开30个月后成功重返职业足球，所以实际上俱乐部的决定可以直接结束任何球员的职业生涯。基于这些原因，这一制度长期遭到质疑，中国足球界经常有希望足协修改规则，保护球员利益，限制俱乐部随意“封杀”球员的权力的呼声。

#### “中国博斯曼”
2009年1月，同时出现了李玮锋和冯潇霆两位著名球员以俱乐部被取消注册资格或个人合同期满为理由，试图按照国际足联规则自由转会至韩国联赛俱乐部的事件，引起了各界质疑中国足球现行规则的高潮。此后李玮锋原先所属的武汉光谷宣布同意他以不明确的“临时转会”方式加盟水原三星，并坚持绝对不是免费永久转会，但是水原方面则宣布已经与李玮锋正式签约两年，而且并未支付任何费用，是转会而不是租借。冯潇霆所属的大连实德则表示坚决不放人，而韩国大邱足球俱乐部则单方面宣布已经与球员签约，争议可能需要国际足联的介入，甚至成为引发中国足球转会制度改革的导火索。
此事尚未解决，时隔不到一个月又发生山东鲁能国脚周海滨据报道已经直接与荷兰联赛埃因霍温签订合同，直接正式通知鲁能俱乐部并且不再归队的情况，而且比冯潇霆的态度更加明确和坚决，令山东鲁能措手不及，俱乐部一边电话与周海滨家人沟通一边请求中国足协帮助，但是最终中国足协表示国际转会必须遵循国际足联的规则，周海滨也召开新闻发布会表示出国后如有可能的话会设法补偿俱乐部，山东鲁能才表态放人。周海滨也因此被媒体广泛称为中国博斯曼第一人，而足协则表示将会对国内国际转会规则进行重大改革。

#### 连续国际转会
继周海滨、冯潇霆自由转会后仅仅过了不到半年，前国奥球员戴琳的转会又对中国足球无合同球员的限制制度构成冲击。与前两者签订了一年以上的合约不同，戴琳只与一家波黑俱乐部签订了三个月的短期合同，合同期满后立即申请重新通过国际转会回到中国加盟上海申花，成为通过连续两次国际转会跳过中国国内转会限制的例子。多家中超俱乐部认为这种做法违反了“潜规则”，但是中国足协最终发表申明，表示这一转会完全符合现代国际足球的规则，批准进行，并且将进一步修改中国足球已经落后的转会规则，维护球员利益。

#### 低薪长约
部分球队为了避免球员出现自由转会或者将来拒签合同的情况，在球员职业生涯初期就要求他们签订期限很长而报酬极低的工作合同，如果不同意签约就威胁将这些青年球员“封杀”“下放”。最著名的是以陈涛为首的一批原沈阳金德球员，在历经了一番抗争之后，最终签订了为期五年月薪5000元的职业球员合同。2009年初，刚刚从中超降级的辽宁足球俱乐部更加要求新近进入一线队的球员签订为期五年月薪1000元的霸王合同，引起强烈不满，被认为与其成为职业球员还不如去饭店做服务员。与此同时，当届最年轻的国脚惠家康因为不原意与深圳俱乐部签订五年长约，被俱乐部除名，出现了现役国脚无球可踢的情况。

#### 自由转会
2009年，中国足协决定自由转会改革，当年为转会改制缓冲期，2011年全面施行自由转会，但在这段过渡期中，很多俱乐部为了减少来年自由转会的损失，已经提前与合同到期或即将到期的球员签订了2至5年的工作合同。一般情况下，俱乐部与30岁以上的主力球员续约两年合同，25至30岁的球员签订3年合同，25岁以下的球员则会用3到5年的长约将其锁定。
2011年将在各级别联赛间首次施行“自由转会”制度，也将加快中国足球融于国际足坛的步伐。“自由转会”即各个俱乐部可以自由联系球员，转会成功后到足协注册即可；如球员与原俱乐部合同到期，可以以自由人的身份加盟其他俱乐部，原俱乐部不得收取转会费。这令一些处于无球可踢的球员可重新得到上岗的机会，如前天津泰达球员杨君在一年沒有参加正式比赛的情況下，以自由人的身份成功加盟广州恒大。另一方面中国足协又明确了各支球队的转会名额限制，其中内援引进一个赛季不许超过8名球员(包括5名无年龄限制以及3名21岁以下的球员)。

## 著名转会
职业化早期的转会费即使按照当时的物价水平也属相当低廉。1995年初，刚刚获得中国足球先生的黎兵转会广东宏远时的身价仅为64万元人民币。这一数字在之后几年内有明显的增长，到2003年初吴承瑛从上海申花转会上海中远时的转会费报价已经达到了1300万元。不过从此之后，随着中国足协修改身价计算方式并设定上限，以及足球整体环境等的影响，身价的数字逐渐回落。由于球员的公开年薪被限制在100万元以下而转会系数最大值仅为5，故理论上的身价不可能超过500万。
但是中国足协的表面规定并不能完全控制球员身价，最终上报的转会费往往与实际费用有巨大差异。根据媒体报道，诸如张玉宁和肖战波加盟上海申花的报价虽然只有四百多万，但实际费用都在千万元上下。而2010年媒体又披露徐亮于2007年初加盟广州医药的转会费为550万而并非对外公布的300万，为当年实际的最高身价。
2011年初，中国足协取消了转会费500万元封顶的形式上限，同时在转会新政中规定处于合同期内的球员转会，原俱乐部应当向中国足协以及俱乐部所在的地方足协分别交纳转会费总额5%的转会管理费，为逃避转会管理费而隐瞒转会费实际数额的俱乐部，应当向中国足协以及俱乐部所在的地方足协分别按照所逃避数额的5%加倍支付。

### 历年“标王”
| 转会年 | 球员     | 转出球队       | 转入球队     | 俱乐部报价 | 足协定价 | 备注                          |
| ------ | -------- | -------------- | ------------ | ---------- | -------- | ----------------------------- |
| 1995年 | 黎兵     | 辽宁           | 广东宏远     | 64万       |          |                               |
| 1996年 | 王涛     | 八一           | 北京国安     | 66万       |          |                               |
| 1997年 | 郝海东   | 八一           | 大连万达     | 220万      |          |                               |
| 1998年 | 彭伟国   | 广州太阳神     | 前卫寰岛     | 235万      |          |                               |
| 1999年 | 曹限东   | 青岛海牛       | 北京宽利     | 386万      |          | 实际身价约200万               |
| 2000年 | 区楚良   | 上海申花       | 云南红塔     | 497万      |          |                               |
| 2001年 | 曲圣卿   | 辽宁           | 上海申花     | 550万      |          | 附加刘建生转回辽宁            |
| 2002年 | 祁宏     | 上海申花       | 上海中远     | 950万      |          |                               |
| 2003年 | 吴承瑛   | 上海申花       | 上海中远     | 1300万     | 495万    | 实际支付1100万                |
| 2004年 | 李金羽   | 辽宁           | 山东鲁能     |            | 490万    |                               |
| 2005年 | 郑智     | 深圳           | 山东鲁能     | 850万      |          | 实际支付1500万                |
| 2006年 | 王亮     | 辽宁           | 山东鲁能     |            | 500万    | 实际支付480万                 |
| 2006年 | 李玮锋   | 深圳           | 上海申花     |            | 490万    | 实际支付700万                 |
| 2007年 | 张永海   | 辽宁           | 北京国安     |            | 400万    | 实际支付250万                 |
| 2007年 | 徐亮     | 辽宁           | 广州医药     |            | 300万    | 实际支付550万                 |
| 2008年 | 季铭义   | 大连实德       | 成都谢菲联   |            | 450万    | 与邹鹏、朱晓刚合计转会费450万 |
| 2009年 | 王新欣   | 辽宁           | 天津泰达     |            | 400万    |                               |
| 2009年 | 陈涛     | 长沙金德       | 上海申花     |            |          | 实际支付约700万               |
| 2009年 | 赫莱布   | 米兹里波       | 上海申花     | 190万欧元  |          |                               |
| 2010年 | 郜林     | 上海申花       | 广州恒大     | 600万      |          |                               |
| 2010年 | 穆里奇   | 巴西体育       | 广州恒大     | 350万美元  |          |                               |
| 2011年 | 姜宁     | 青岛中能       | 广州恒大     | 1300万     |          |                               |
| 2011年 | 孔卡     | 弗鲁米嫩塞     | 广州恒大     | 1000万美元 |          |                               |
| 2012年 | 于大宝   | 天津泰达       | 大连阿尔滨   | 3500万     |          |                               |
| 2012年 | 巴里奥斯 | 多特蒙德       | 广州恒大     | 850万欧元  |          |                               |
| 2013年 | 郑龙     | 青岛中能       | 广州恒大     | 3500万     |          |                               |
| 2013年 | 勒夫     | 莫斯科中央陆军 | 山东鲁能泰山 | 600万欧元  |          |                               |
| 2014年 | 于汉超   | 大连阿尔滨     | 广州恒大     | 4800万     |          | 两人打包价4800万              |
| 2014年 | 李学鹏   | 大连阿尔滨     | 广州恒大     | 4800万     |          | 两人打包价4800万              |
| 2014年 | 蒙蒂略   | 桑托斯         | 山东鲁能泰山 | 750万欧元  |          |                               |
| 2014年 | 迪亚曼蒂 | 博洛尼亚       | 广州恒大     | 750万欧元  |          |                               |
| 2015年 | 于海     | 贵州人和       | 上海上港     | 5000万     |          |                               |
| 2015年 | 孙可     | 江苏舜天       | 天津泰达     | 6600万     |          | 15年完成转会，16年正式转会    |
| 2015年 | 高拉特   | 克鲁塞罗       | 广州恒大淘宝 | 1500万欧元 |          |                               |
| 2016年 | 金洋洋   | 广州富力       | 河北华夏幸福 | 8000万     |          |                               |
| 2016年 | 毕津浩   | 河南建业       | 上海绿地申花 | 8000万     |          |                               |
| 2016年 | 胡尔克   | 圣彼得堡泽尼特 | 上海上港     | 5580万欧元 |          |                               |
| 2017年 | 张呈栋   | 北京中赫国安   | 河北华夏幸福 | 1.5亿      |          |                               |
| 2017年 | 奥斯卡   | 切尔西         | 上海上港     | 6000万欧元 |          |                               |
| 2018年 | 宋博轩   | 北京中赫国安   | 天津权健     | 2000万     |          |                               |
| 2018年 | 姜至鹏   | 广州富力       | 河北华夏幸福 | 2000万     |          | 丁海峰+2000万                 |
| 2018年 | 巴坎布   | 比利亚雷亚尔   | 北京中赫国安 | 4000万欧元 |          |                               |